# اوژنی برازیر
اوژنی برازیر (به فرانسوی: Eugénie Brazier‎؛ ۱۲ ژوئن ۱۸۹۵ – ۲ مارس ۱۹۷۷)، معروف به «مادر برازیر» (la Mère Brazier)، یک سرآشپز فرانسوی بود. او اولین کسی بود که شش ستاره میشلن را در سال ۱۹۳۳ دریافت کرد.

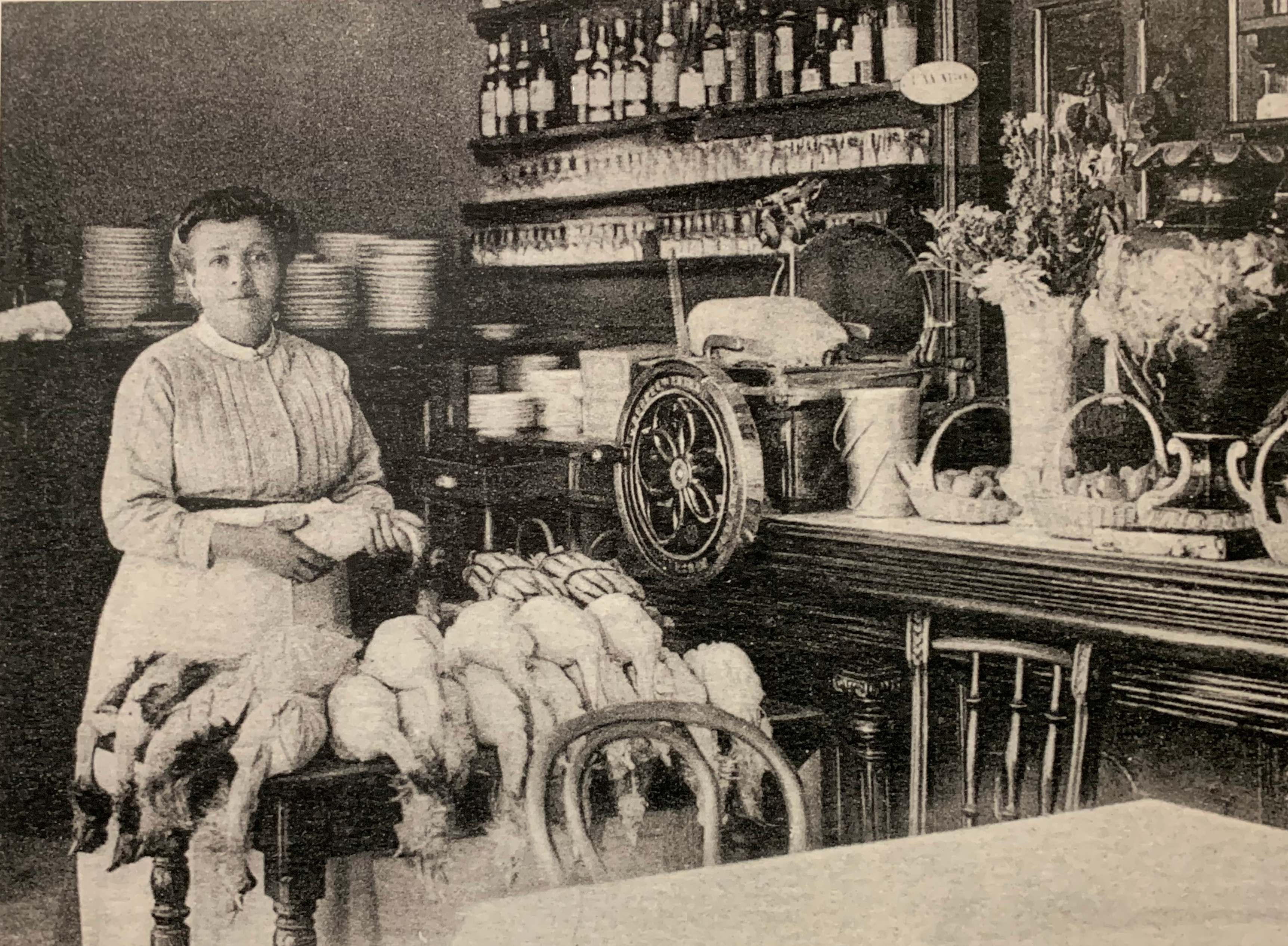
اوژنی برازیر در آشپزخانه رستورانش با جوجه‌های آماده طبخ

## زندگی
اوژنی برازیر در اواخر قرن نوزدهم در یک منطقه عمدتاً روستایی در شرق فرانسه متولد شد. وقتی مادرش درگذشت، برازیر به مزرعه‌ای در همان نزدیکی نقل مکان کرد. او که در آنجا از گاوها و خوک‌ها مراقبت می‌کرد شروع به کاوش در غذاهای محلی کرد.
سپس، برازیر در سن ۲۰ سالگی، پسرش گاستون را به دنیا آورد و به لیون رفت تا به عنوان شاگرد آشپز کار کند و مهارت‌های خود را تقویت کند.
هشت سال پس از نقل مکان به لیون، رستوران «مادر برازیر» (la Mère Brazier به مغتی مادر منقل) را افتتاح کرد که به سرعت به عنوان یک آشپزخانه با مکانی زیبا برای سیاستمداران و افراد مشهور شهرت پیدا کرد. رستوران مادر برازیر بارها گسترش یافت تا با افزایش چشمگیر مشتریانش سازگار باشد. در نهایت، او کسب و کار خود را به سمت غرب گسترش داد و به ارتفاعات کل دو لا لوئر رسید، که باوجود کمبود آب و برق، رستورانش به بالاترین درجه تمجید دست یافت. او تا سال ۱۹۶۸ در آنجا رستوران داشت.